# Disc Description Protocol
Disk Description Protocol nebo zkráceně DDP (volně přeloženo „protokol popisující obsah disku"), je souborový formát pro identifikování a popis kolekcí dat, která budou následně zaznamenána na optický disk, což zahrnuje nejen standardní disky CD, DVD ale i High Density disky (HD).

## Historie a licence
DDP vynalezl Doug Carson (Doug Carson & Associates, Inc.). DDP byl rozšířen pro podporu disků DVD v roce 1996, a v roce 2006 následně opět zozšířen o podporu disků High Density (HD). DDP je pomocí DCA stále aktuální, a pokračuje pod licencí DCA.
DDP je proprietární formát a je majetkem společnosti DCA. Specifikace formátu souboru není volně k dispozici. Licence DDP je zdarma. 

## Podpora
DDP je běžně používaný jako světový standard pro předávání podkladů pro výrobu optických disků, a má podporu všech
výrobců zařízení pro mastering kompaktních disků a DVD disků. Též je podporován výrobci profesionálních pracovních stanic určených ke
zpracování zvuku, nebo autorizaci disků DVD.

Při přenosu dat přes FTP protokol, je používán termín DDPI (Disc Description Protocol Image).

## Součásti protokolu
DDP protokol musí obsahovat čtyři části:
1. Audio image - .DAT file (Zvukový obraz - soubor .DAT)
2. DDP Identifier - DDPID (DDP Identifikátor)
3. DDP Stream descriptor - DDPMS (DDP Popisovač datového toku)
4. Subcode descriptor - PQDESCR (Popisovač druhotného kódu)

Může být též vložen volitelný textový soubor (volitelná část), který bude obsahovat názvy skladeb, a jejich časování.

## Verze produktu
Aktuální verze DDP podle formátu: 
- CD (CD-Text Doplněk je k dispozici): DDP 2.0
- DVD: DDP 02:10
- -ROM: DDP 3.0
- Blu-ray: V současné době nejsou k dispozici

## Software s možností DDP
Seznam softwaru, který je schopen exportovat do formátu DDP:
- Reaper
- Magix Sequoia
- Merging Pyramix
- Adobe Premiere
- Apple WaveBurner
- SADiE
- Sony Blueprint
- Sony Vegas Pro
- Steinberg WaveLab
- PreSonus Studio One